# 红星大奖1994
红星大奖1994 (英語：Star Awards 94)是第1届新加坡广播电视颁奖典礼，于1994年2月26日（星期日）在加利谷广播中心新传媒电视大礼堂举行，本屆是第一届颁奖典礼，由陈澍承、崔丽心主持。
五大最受欢迎男女艺人奖，是由观众透过投选而定夺的。

## 奖项
最佳男新人：姚玟隆
最佳女新人：李锦梅
最佳连续剧：《双天至尊》
最受欢迎男艺人：李南星
最受欢迎女艺人：郑惠玉
5大最受欢迎男艺人奖：沈金兴、成建辉、李南星、曹国辉、周初明。
5大最受欢迎女艺人奖：陈莉萍、陈丽贞、郑惠玉、潘玲玲、陈秀环。

## 颁奖嘉宾
- 周润发
- 罗文
- 李香琴
- 许绍雄
- 吴家丽